# جان تی. موری
جان تی. موری (انگلیسی: John T. Murray؛ ‏ ۲۸ سپتامبر ۱۸۸۶ – ۱۲ فوریهٔ ۱۹۵۷) بازیگر و هنرمند وودویل اهل استرالیا بود. وی بین سال‌های ۱۹۲۴ تا ۱۹۴۳ میلادی فعالیت می‌کرد.
از فیلم‌هایی که وی در آن‌ها نقش داشته‌است، می‌توان به جوانا، رام‌کنندگان زن، الکساندر همیلتون و پرندگان عشق اشاره نمود.